# 蓋斯山
47°17′16″N 10°10′31″E / 47.28778°N 10.17528°E

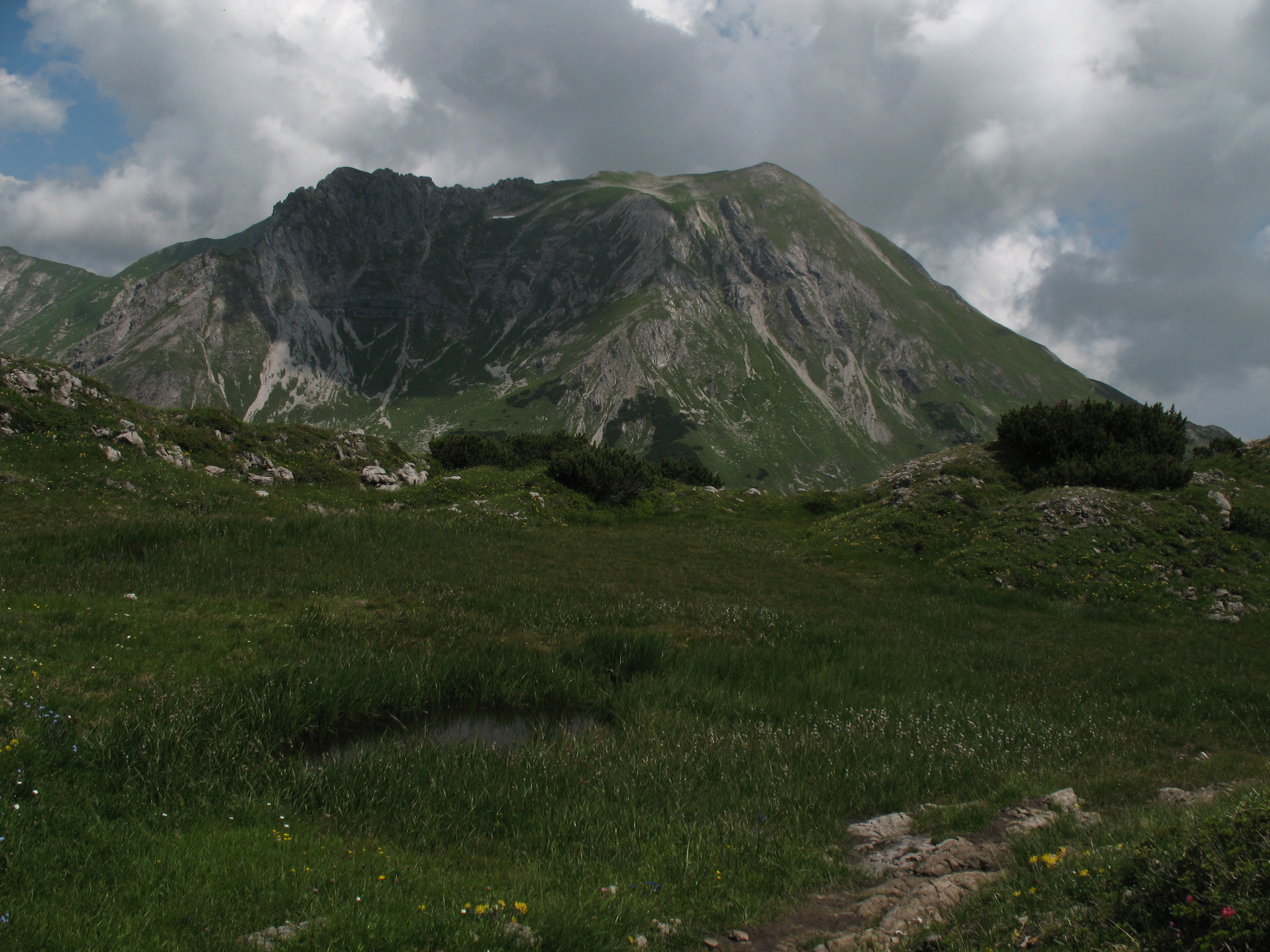

蓋斯山（德語：Geißhorn），是中歐的山峰，位於德國和奧地利接壤的邊境，屬於阿爾高阿爾卑斯山脈的一部分，距離利謝爾山1公里，海拔高度2,366米，每年平均降雨量1,730毫米。